# Psychotria vogeliana
Espèce
Synonymes
- Cephaelis cornuta Hiern[1]
- Cephaelis talbotii Wernham[1]
- Psychotria dusenii K.Schum.[1]
- Psychotria pilifera Hutch. & Dalziel[1]
- Psychotria vogeliana var. bipindensis Schnell[1]
- Uragoga vogeliana (Benth.) Kuntze[1]

Psychotria vogeliana Benth. est un arbuste grimpant de la famille des Rubiaceae. Il pousse en Afrique tropicale de l'ouest.

## Description
Il peut atteindre 2 mètres de haut et pousse dans les forêts de feuillus, les régions boisées de savane ainsi que les sites humides.
Il se trouve du Mali au Cameroun de l’ouest ainsi qu’au Congo (Brazzaville) où les tiges sont carbonisées et écrasées[pourquoi ?].

## Utilisation
En médecine, les feuilles, ecboliques, sont utilisées pour faciliter l’accouchement. Les racines, fébrifuges, aident de plus à faire tomber la fièvre. L’écorce ainsi que les rameaux servent en cas de malnutrition ou d’asthénie.
Des produits à usage domestique[Quoi ?] sont créés à partir des feuilles. Au Ghana, les tiges sont utilisées comme bâtons à mâcher.

## Liste des variétés
Selon Tropicos (3 août 2018) (Attention liste brute contenant possiblement des synonymes) :
- variété Psychotria vogeliana var. bipindensis Schnell
- variété Psychotria vogeliana var. chariensis Schnell
- variété Psychotria vogeliana var. korhogoensis Schnell
- variété Psychotria vogeliana var. letestui Schnell